# John Harun
John Harun Mwau (ur. 24 czerwca 1948 w Machakos) – kenijski strzelec, olimpijczyk.
Brał udział w igrzyskach w latach 1968 (Meksyk) i 1972 (Monachium). W Meksyku, zajął 76. pozycję w konkurencji karabinu małokalibrowego leżąc (50 m), a w Monachium, zajął 54. miejsce w konkurencji pistoletu dowolnego (50 m).

## Wyniki olimpijskie
| Igrzyska | Konkurencja                       | Wynik                           | Miejsce |
| -------- | --------------------------------- | ------------------------------- | ------- |
| IO 1968  | Karabin małokalibrowy leżąc, 50 m | 580 punktów (98-97-94-99-97-95) | 76.     |
| IO 1972  | Pistolet dowolny, 50 m            | 512 punktów (86-83-85-90-85-83) | 54.     |